# نادي ليكو
نادي ليكو (بالإيطالية: Calcio Lecco 1912)‏، نادي كرة قدم إيطالي يقع في مدينة ليكو في إيطاليا، تأسس عام 1912.
يلعب حاليا في الدوري الايطالي الدرجة الثانية